# Alfred Elis Törnebohm
Alfred Elis Törnebohm, född 16 oktober 1838 i Stockholm, död 21 april 1911 i Strängnäs, var en svensk geolog.

## Utbildning och karriär
Törnebohm genomgick Teknologiska institutet 1855-58, var biträdande geolog och geolog 1859-73 vid Sveriges geologiska undersökning (SGU), där han efter Axel Erdmanns död fungerade som chef 1870. Han företog 1873 en resa till Italien, där Vesuvius och Predazzo besöktes, samt till Leipzig, där han 1873-74 vid universitetet studerade petrografisk mikroskopi under Ferdinand Zirkel. Vid Uppsala universitets jubelfest 1877 blev han filosofie hedersdoktor. Han var lärare i geologi och mineralogi vid Kungliga Tekniska högskolan från 1878 och lektor i samma ämnen där 1885-97, då han efter Otto Torell utnämndes till chef för SGU och samtidigt erhöll professors namn. Från chefsbefattningen avgick han 1906.

## Forskning
Efter återkomsten till Sverige tog han avsked från SGU 1874 och ägnade sig därefter under en följd av år åt privat verksamhet som geolog. På uppdrag utförde han och publicerade ett antal geologiska och malmgeologiska undersökningar, såsom över Färnebo härad, Värmlands län, Dannemora malmfält, Mellersta Sveriges bergslag, trakten kring Åtvidaberg och Bersbo, Falu gruva m.m. Från 1882 ägnade han sig åt forskning rörande svenska urberget samt åt studiet av de skandinaviska fjällens byggnad och geologi. Han var en av stiftarna av Geologiska Föreningen (1871) och var redaktör för "Geologiska Föreningens i Stockholm förhandlingar" 1871-73. 
Törnebohm utarbetade och beskrev de geologiska kartbladen i skalan 1:50 000 Södertälje (1862), Fånö (1863), Malmköping (1865), Ulricehamn (1866), Åmål, Vingershamn och Upperud (de tre sistnämnda 1870). Han skrev ett stort antal avhandlingar och uppsatser, dels i Vetenskapsakademiens skrifter och "Neues Jahrbuch", dels i Geologiska föreningens förhandlingar, de flesta rörande sig kring svensk geologi och mikroskopisk petrografi. Bemärkt är hans banbrytande arbete Om Sveriges viktigare diabas- och gabbroarter (1876), hans avhandling Försök till en tolkning af det nordliga Skandinaviens fjällgeologi (1893) och Grunddragen af det centrala Skandinaviens bergbyggnad (1896), hans uppsatser om zirkon, kalcit, turmalin, skapolit och epidot m.fl. mineral som bergartsbeståndsdelar, hans beskrivning av de två nya, märkliga bergarterna kankrinitsyenit och alnöit samt hans mikroskopiska studie över den världsbekanta, bituminösa Nullabergsbergarten i Värmland (även på tyska "Ueber das bituminöse Gestein von Nullaberg in Schweden" i "Neues Jahrbuch", 1888). Att beakta är hans stora, på Jernkontorets bekostnad utgivna geologiska översiktskarta över mellersta Sveriges bergslag, i skalan 1:250 000 (nio blad med beskrivningar, 1880-82), samt den från SGU utgivna Geologisk öfversiktskarta öfver Sveriges berggrund (skala 1:1 500 000) jämte beskrifning (1901; andra upplagan 1910).

## Utmärkelser och ledamotskap
- Vetenskapsakademien (1876)
- Lantbruksakademien (1888)
- Videnskabernes Selskab (1904)
- Björkénska priset (1904)
- Korresponderande ledamot av Geological Society of London (1910)